# ホンダ・P型エンジン
ホンダ・P型エンジン（ホンダ・Pがたエンジン）は、2003年8月から2013年12月まで本田技研工業で製造されていた軽自動車用直列3気筒ガソリンエンジン、および2013年11月に発表され、2015年8月から製造されている小型車用ガソリンエンジンである。

## 機構

### i-DSI
従来のE型エンジンの後継機にあたり、スポーツカー向けのエンジンではなく実用型ではあるが、かなりのショートストロークエンジンとなった。これは軽自動車では車重に比してエンジンの排気量が小さく、他の乗用車用エンジンよりも高い回転域が常用されるために、その回転域での効率を重視したためである。ボアピッチはL型エンジンと同一の80mm。
吸・排気バルブはそれぞれ1個で、タイミングベルトで駆動されるカムシャフトにより、ロッカーアームを介し開閉される。そのロッカーアームの摺動部には動弁系の摩擦を低減するためにローラー機構を使用している。点火プラグが対角の位置に2個ずつ取付けられ、その1つ1つに点火コイルを装着し、エンジン回転や負荷に応じて最適なタイミングと位相で点火する。シリンダーヘッドの吸・排気ポートは、燃焼室内にスワールが形成される形状にし、燃焼速度の向上を図っている。シリンダーブロックはアルミ製で、シリンダーとクランクシャフトの中心軸がオフセットされ、ピストンとシリンダー間の摩擦抵抗の低減を図っている。
燃料供給装置はPGM-FI仕様のみで、インテークマニホールドの各気筒のポートにインジェクターが取付けられたマルチポイント式である。エキゾーストマニホールドが無く、エンジンと三元触媒との間隔を近づけ、冷間時でも早期から排気ガスの浄化を可能にした。
後継はS型エンジン。

### VTEC TURBO

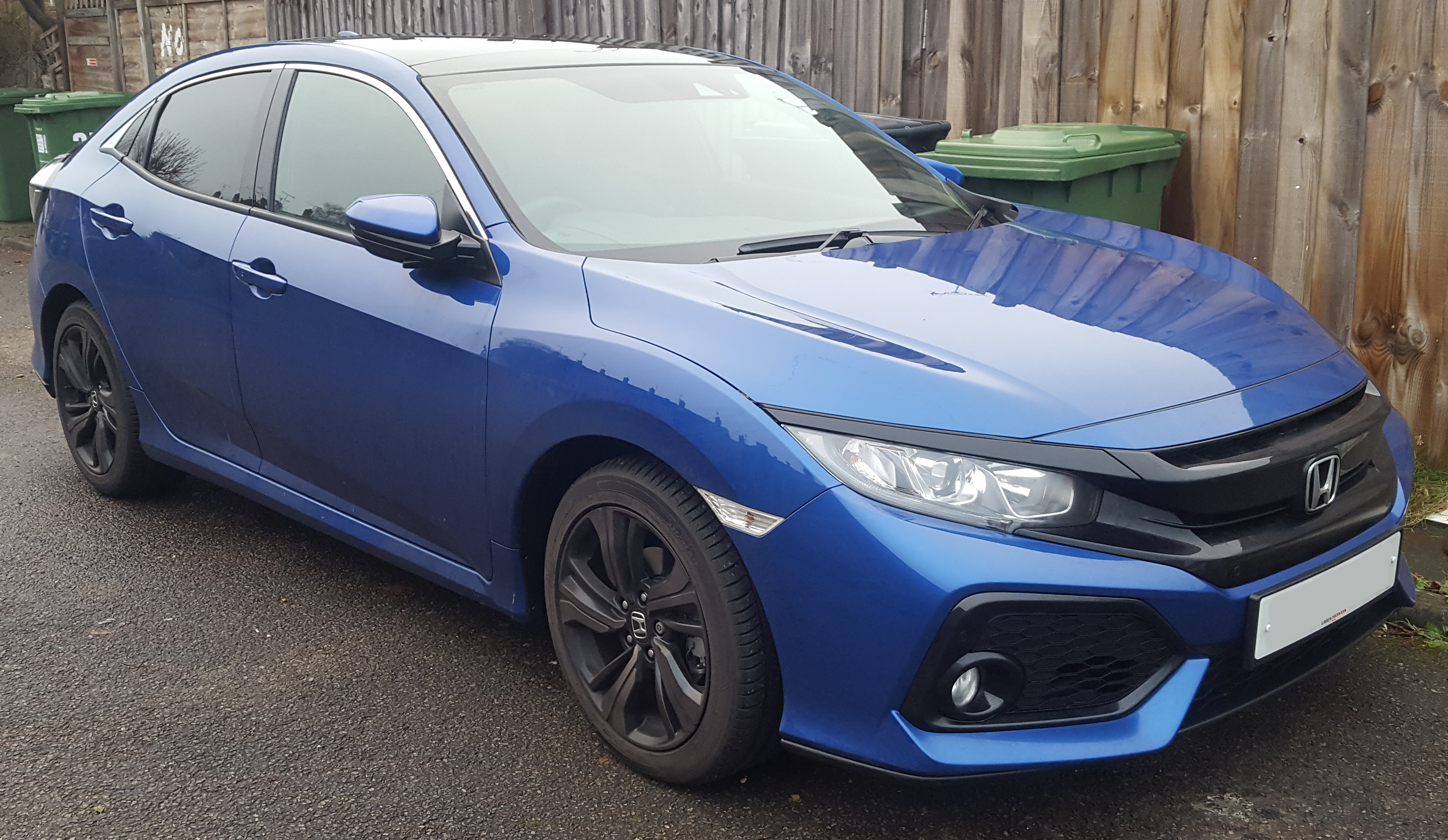
P10A型エンジンを搭載したシビックハッチバック（英国向け）

2013年11月に発表。走りと燃費を両立させる新世代パワートレイン技術「EARTH DREAMS TECHNOLOGY」の1つである「VTEC TURBO」シリーズの中で、主に小～中型車用エンジンとして展開され、欧州・中国向けに販売される10代目シビックや、東南アジア向けの7代目シティへ搭載される。完全自社設計ではなく、ドイツの技術プロバイダ・FEVと共同で製作された。
開発経緯から軽自動車向けのP型とは関連がなく、DOHCおよび直噴機構のほか水冷式EGRも採用された。

## 歴史
- 2003年9月、4代目ライフに自然吸気とターボ過給のP07A（i-DSI）が初めて採用された。
- 2013年12月、5代目ライフの生産終了に伴い、P07A型エンジンの製造も終了した（同5代目ライフは2014年4月を以って販売終了）。
- 2015年9月、欧州および中国で発表された10代目シビックにP10Aが採用された。

## バリエーション

### 現在

#### P10A
VTEC TURBO
- 弁機構：DOHC 湿式（油中式）タイミングベルト駆動 吸気2 排気2
- 排気量：988cc
- 内径×行程：73.0mm×78.7mm
- 圧縮比：10.0
- 過給機：ターボチャージャー
- 燃料供給装置形式：電子制御燃料噴射式（PGM-FI）
- 参考スペック （FK4 シビック）
  - 最高出力：95kW(129PS)/5,500rpm
  - 最大トルク：200N·m(20.4kg·m)/2,250rpm
- クライダー / エンヴィックス（2018年-）
- シティ（GN1/7）

### 過去

#### P07A
NA

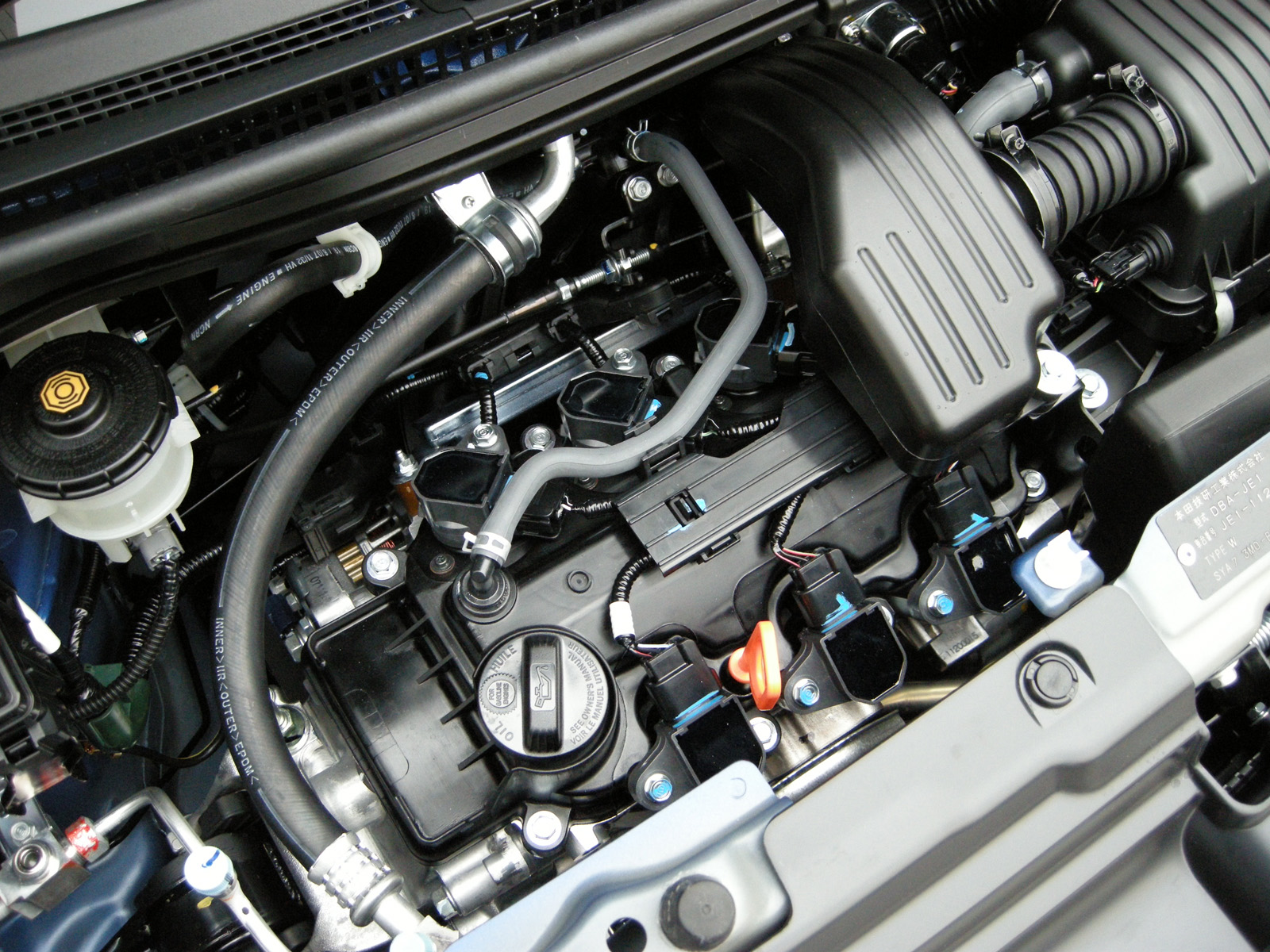
P07A（自然吸気仕様）

- 弁機構：SOHC 乾式タイミングベルト駆動 吸気1 排気1
- 排気量：658cc
- 内径×行程：71.0mm×55.4mm
- 圧縮比：11.2
- 燃料供給装置形式：電子制御燃料噴射式（PGM-FI）
- 参考スペック （JE1ゼスト）
  - 最38kW(52PS)/7,100rpm
  - 最大トルク：61N·m(6.2kg·m)/3,800rpm

ターボ
- 弁機構：SOHC 乾式タイミングベルト駆動 吸気1 排気1
- 排気量：658cc
- 内径×行程：71.0mm×55.4mm
- 圧縮比：8.5
- 過給機：ターボチャージャー
- 燃料供給装置形式：電子制御燃料噴射式（PGM-FI）
- 参考スペック （JC1 ライフ）
  - 最高出力：47kW(64PS)/6,000rpm
  - 最大トルク：93N·m(9.5kg·m)/4,000rpm

## 過去の搭載車種
NA
- ライフ（JB5/6/JC1/2）
- ゼスト（JE1/2）

ターボ
- ライフ（JB7/8/JC1/2）
- ゼスト（JE1/2）

VTEC TURBO
- シビック（FK4/6）